# Greta sappho
Greta sappho är en fjärilsart som beskrevs av Richard Haensch 1909. Greta sappho ingår i släktet Greta och familjen praktfjärilar. Inga underarter finns listade i Catalogue of Life.